# جوليانا كورنيليا دي لانوي
جوليانا كورنيليا دي لانوي (بالهولندية: Juliana de Lannoy)‏ (20 ديسمبر 1738، بريدا في هولندا - 18 فبراير 1782، خيرتراودنبيرخ في هولندا)؛ مؤلِّفة، كاتِبة مسرحية، رسامة وشاعرة هولندية.